# Classe Perth
La classe Perth est une classe composée de trois destroyers lance-missiles modifiés de la classe Charles F. Adams exploités par la Royal Australian Navy.
Commandés à la Defoe Shipbuilding Company en 1962 et 1963, les navires Perth, Hobart et Brisbane sont les premiers navires de guerre armés de missiles guidés et les premiers navires de guerre de conception américaine à entrer en service dans la marine australienne.
Les trois navires ont opéré pendant la guerre du Vietnam, tandis que le Brisbane a également participé à la guerre du Golfe. Les navires sont retirés du service entre 1999 et 2001, puis coulés volontairement pour servir d'épaves de plongée.

## Conception et construction
À la fin des années 1950, la marine australienne annonce le besoin de navires de guerre armés de missiles guidés ; parallèlement aux projets d'installation de missiles guidés à bord des navires d'escorte actuellement actifs, des plans sont élaborés pour acquérir deux destroyers spécialement construits. Bien que traditionnellement basés d'après des modèles britanniques, la marine australienne choisi d'étudier les navires de guerre de la classe Charles F. Adams de la marine américaine et la classe County (en) de la Royal Navy. La conception américaine est privilégiée car le missile Tartar transporté est considéré comme le type de missile AA sur lequel l'US Navy s’inspirera en vue de futur développements, le missile Sea Slug britannique étant provisoire et daté. Malgré des risques d'exploitation de navires de conception américaine pour une marine utilisant principalement des navires de conception britannique, le destroyer de la classe County utilise une technologie non éprouvée et s'avère trop imposant pour le besoin d'une une marine moyenne. Malgré tout, la Royal Australian Navy proposa d'équiper le missile Tartar à bord de navires de la classe County. Cependant, une nouvelle proposition de la RAN – visant à repenser le système de propulsion COSAG standard de la classe County en un système purement propulsé à la vapeur – est rejetée par les Britanniques. Le destroyer américain dispose d'une conception plus éprouvée, ce qui représente souvent un besoin essentiel pour la marine australienne à la suite de la mise en retraire progressive du HMAS Melbourne, prévue pour 1963.
En 1960, la décision est prise d'acquérir des navires de la classe Charles F. Adams et, le 6 janvier 1962, deux destroyers de conception légèrement modifiée sont commandés à la Defoe Shipbuilding Company de Bay City, dans le Michigan,. Les projets de réaménagement pour accueillir les missiles Tartar à bord des classes Battle et Daring furent par la suite annulés en raison du coût, et le 22 janvier 1963, un troisième destroyer est commandé à la Defoe,. Les navires sont rassemblés pour former la classe Perth, du nom du navire de tête HMAS Perth ; les deux autres destroyers étant les Hobart et Brisbane. L'acquisition d'un quatrième navire est envisagée, mais n'aboutira pas.
À leur lancement, les destroyers ont un déplacement standard de 3 370 t et un déplacement à pleine charge de 4 500 t, bien qu'en 1998, diverses modifications et modernisations augmenteront le déplacement à pleine charge du navire à 4 618 t,. Chaque navire mesure 134,4 m de long à la ligne de flottaison, 133 m de long hors-tout, ont une largeur de 14,4 m et un tirant d'eau de 6,1 m,. Le système de propulsion se compose de quatre chaudières Foster Wheeler type D connectées à deux turbines à vapeur General Electric à double réduction ; ceux-ci fournissent 70 000 ch (52 000 Kw) aux deux arbres d'hélice, leur permettant d'atteindre des vitesses de 35 nœuds (65 km/h). Leur rayon d'action atteint 6 000 milles marins (11 100 km) à 15 nœuds (28 km/h), ou de 2 000 milles marins (3 700 km) à 30 nœuds (56 km/h). L'équipage standard est composé de 21 officiers et 312 marins.
La construction du navire de tête Perth débute lors de sa mise à l'eau le 21 septembre 1962. Le Perth est lancé le 26 septembre 1963, achevé le 22 mai 1965 et mis en service dans la marine le 17 juillet 1965. La quille du Hobart est posé un mois après son sister-ship le 26 octobre 1962, avec un lancement le 9 janvier 1964 et un achèvement le 18 décembre 1965, deux jours après sa mise en service dans la marine. La construction du Brisbane ne commence que le 15 février 1965, il est lancé le 5 mai 1966, mis en service le 16 décembre 1967, mais achevé le 24 janvier 1968,. La construction et l'acquisition de la classe Perth comprend de nombreuses premières pour la marine australienne : ils sont les premiers navires armés de missiles guidés, les premiers conçus et construits aux États-Unis et les premiers lancés latéralement, contrairement au lancement habituel par l'arrière. Pendant la construction, les navires sont respectivement identifiés avec les numéros de coque de la marine américaine DDG-25, DDG-26 et DDG-27.

### Armement et capteurs
En tant que destroyer lance-missiles, l'armement principal des navires de la classe Perth se compose d'un lance-missiles Mk 13 pour les missiles antiaériens Tartar. Cela est complété par deux canons de 5 pouces/54 calibres Mark 42 en deux tourelles simples, deux systèmes de missiles anti-sous-marins Ikara (bien que les lanceurs définitifs ne seront installés qu'à la fin des années 1960) et deux tubes lance-torpilles triples Mark 32 pour torpilles Mark 46,. Les principales différences entre la classe Perth et la conception mère résident sur les systèmes d'armes : un imposant rouf est ajouté entre les deux cheminées pour abriter les systèmes Ikara et leurs chargeurs, et le lanceur simple Mark 13 est installé à la place du lanceur multiple Mark 11.
Au cours de la carrière des navires, les missiles Tartar sont remplacés par le missile Standard, et les lanceurs sont modernisés pour accueillir le missile Harpoon, bien que ceux-ci ne seront jamais transportés à bord des Perth. En 1990 et 1991, les trois navires sont modifiés pour transporter deux systèmes d'armes rapprochées Vulcan Phalanx ; les unités Phalanx sont stockées dans un pool commun et ne sont installées qu'en cas de besoin. À peu près au même moment, les lanceurs et chargeurs Ikara sont retirés. En conséquence, les espaces de stockage sont convertis en zones d'hébergement et de loisirs, et l'équipage est réduit de 332 à 310, malgré l'augmentation du nombre d'officier présents à bord : passant de 21 à 25.
En 1998, vers la fin de leur carrière, la suite radar se compose d'un radar de recherche aérienne Hughes SPS-52C, d'un radar de recherche aérienne Norden SPS-40C, d'un radar de recherche de surface Norden SPS-67V, deux radars de conduite de tir Raytheon SPG-51G, plusieurs radars de conduite de tir pour le lanceur Mark 13 et un radar de conduite de tir Western Electric SPG-53F pour les canons de 5 pouces. Un sonar monté sur coque Sangamo SQS-23KL est installé à l'avant. Les contre-mesures comprennent deux unités Mark 36 SRBOC, un lance-leurres Nulka et un leurre remorqué AN/SLQ-25.

## Historique
Entre 1967 et 1971, les trois destroyers sont déployés en rotation lors de la guerre du Vietnam : le Perth et le Hobart sont déployés à trois reprises, tandis que le Brisbane ne mène que deux missions. Au cours de ces déploiements, les destroyers sont intégrés dans la 7e flotte américaine. Les trois sister-ships opèrent principalement dans le rôle d'appui-feu naval, mais effectuent également une escorte de contrôle pour les porte-avions américains et sont impliqués dans les opérations Market Time (en) et Sea Dragon (en), qui visent toutes deux à empêcher les mouvements de troupes et de ravitaillement nord-vietnamiens par voie maritime,. Au cours de ces déploiements, le Perth est endommagée par des obus nord-vietnamiens en octobre 1967 et le Hobart est accidentellement attaqué par des avions de l'US Air Force en juin 1968.
En 1971, les trois navires sont en liste d'attente de modernisation, impliquant principalement des mises à jour des systèmes de missiles et de tir, ainsi que l'installation du système de données de combat naval (un dérivé du système de données tactiques navales de la marine américaine modifié pour les Perth),. Le Hobart est réaménagé à San Francisco en 1972, mais au lieu de donner suite aux projets de modernisation des trois navires dans les chantiers navals américains, la RAN décide de moderniser les deux autres destroyers à Garden Island pour permettre au chantier naval d'acquérir de l'expérience dans le domaine de la technologie militaire,.
De 1974 au début de 1975, le Hobart subit une seconde modernisation, impliquant cette fois l'installation d'un nouveau système de combat, des refontes de la suite radar et du lanceur Mark 13 afin d’accueillir des missiles Standard. Les mêmes améliorations seront apportées aux deux autres navires à Garden Island entre 1977 et 1979.
Du début au milieu des années 1980, les destroyers sont régulièrement déployées dans l'océan Indien. Le maintien d'une présence navale constante dans cette zone répond à l'invasion soviétique de l'Afghanistan, ainsi qu'à la présence croissante de navires de guerre soviétiques.

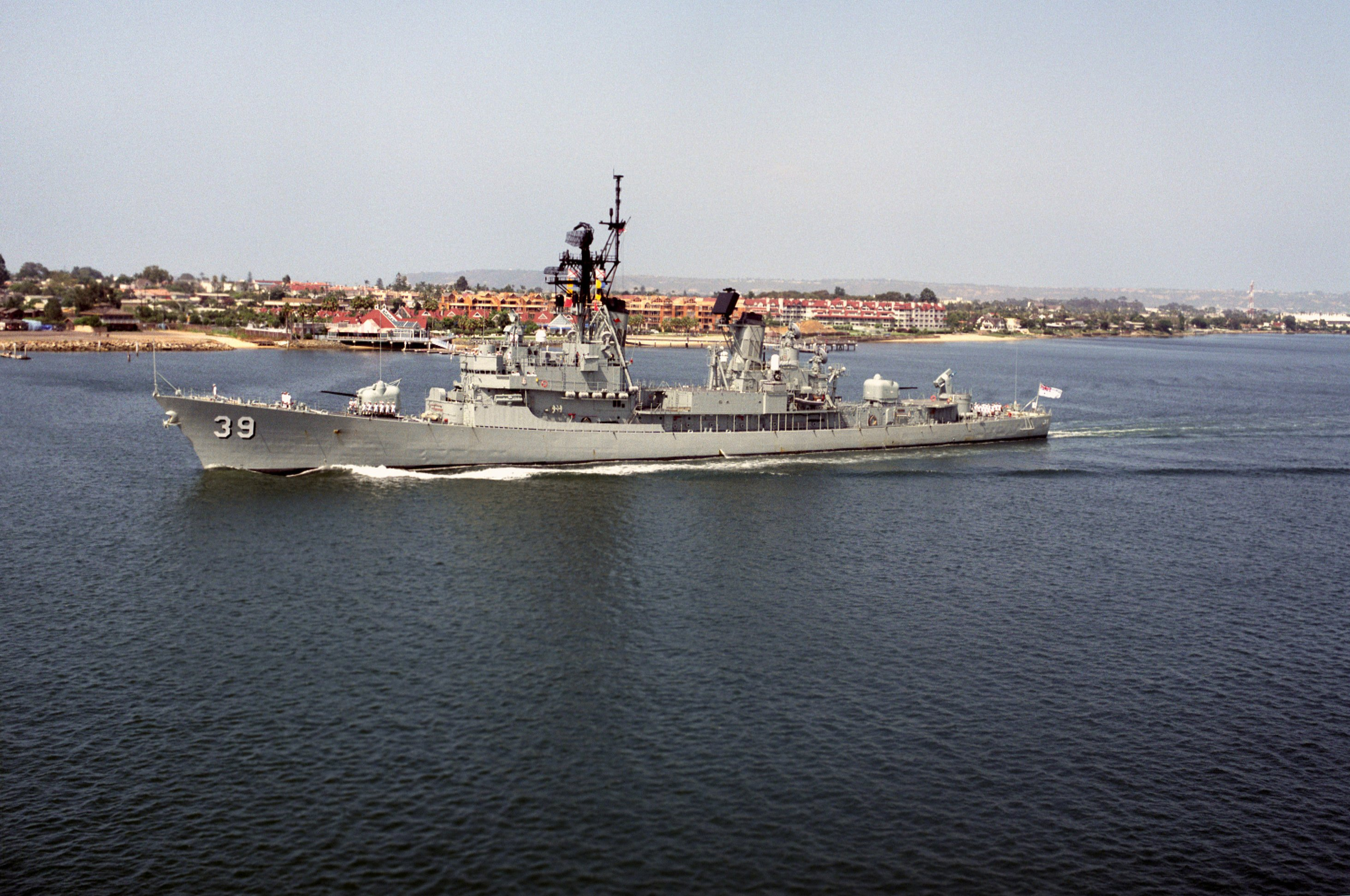
Le Hobart en 1992.

Les navires sont modernisés une troisième fois entre 1987 et 1991. Les systèmes de radar et de canon sont modernisés et le lanceur Mark 13 modifié pour accueillir des missiles Harpoon.
Le Brisbane sert dans le cadre de l'engagement de la RAN dans la guerre du Golfe en 1990 et 1991.

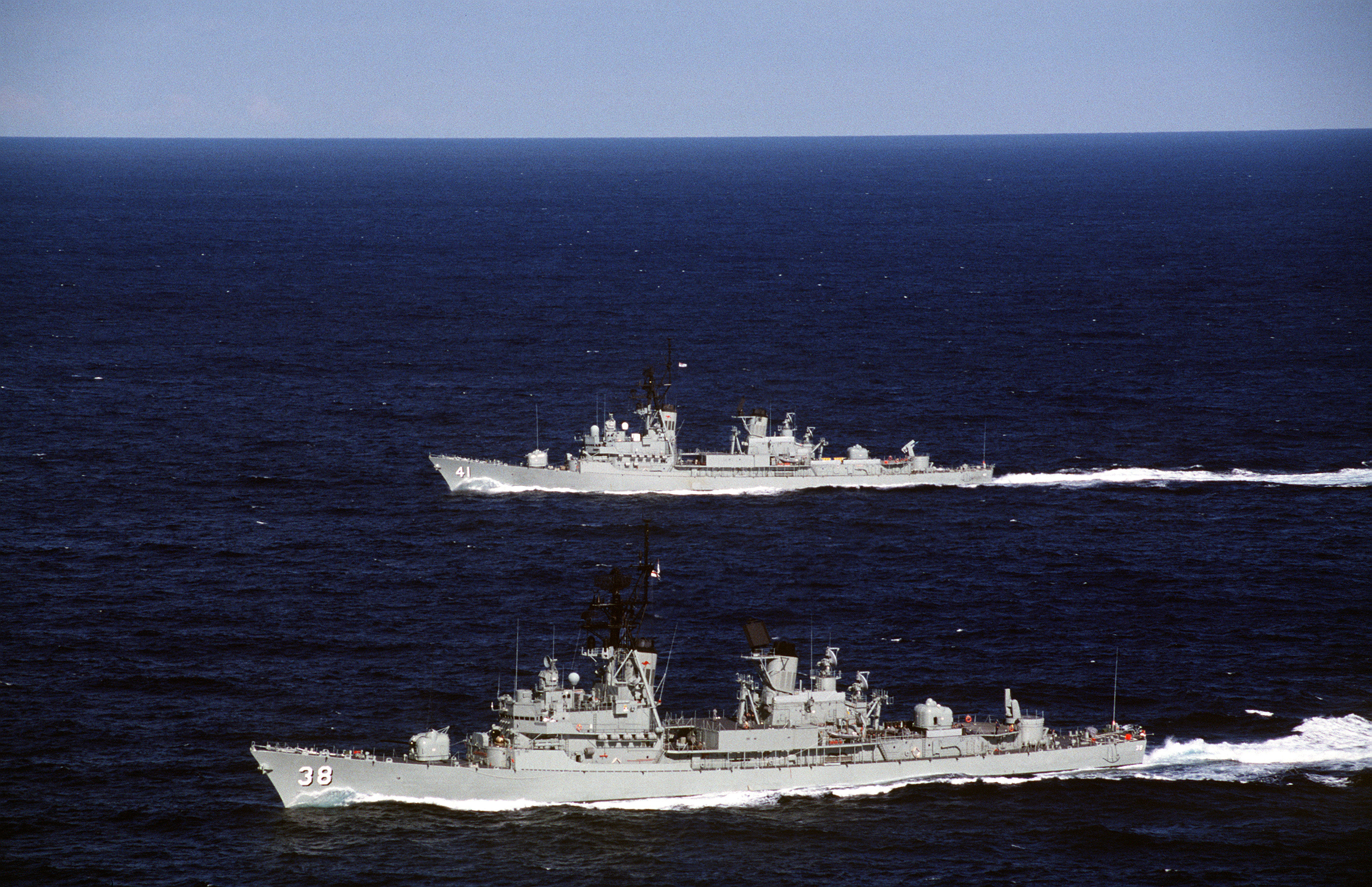
Les Perth et Brisbane en 1995.

Fin 1993, l'USS Goldsborough, un ancien destroyer de classe Charles F. Adams, est acquis par la RAN puis désossé, ses pièces servant pour la maintenance des  Perth. Après son arrivée à Sydney en 1994, une équipe de quatre hommes est chargée d'identifier et de retirer l'équipement du navire. Ceux-ci sont principalement utilisés pour entretenir les trois destroyers, bien que certains composants seront installés sur les frégates lance-missiles de la classe Adelaide ou installés dans des installations d'entraînement. Tout en étant inactif, l'équipe a peint le numéro de fanion 40 sur la proue du Goldsborough, comblant le numéro manquant dans la suite d'identification des Perth. En août 1994, le navire est dépouillé de tout équipement utilisable et la coque vendue à une société indienne pour démolition.

## Retrait du service et remplacement

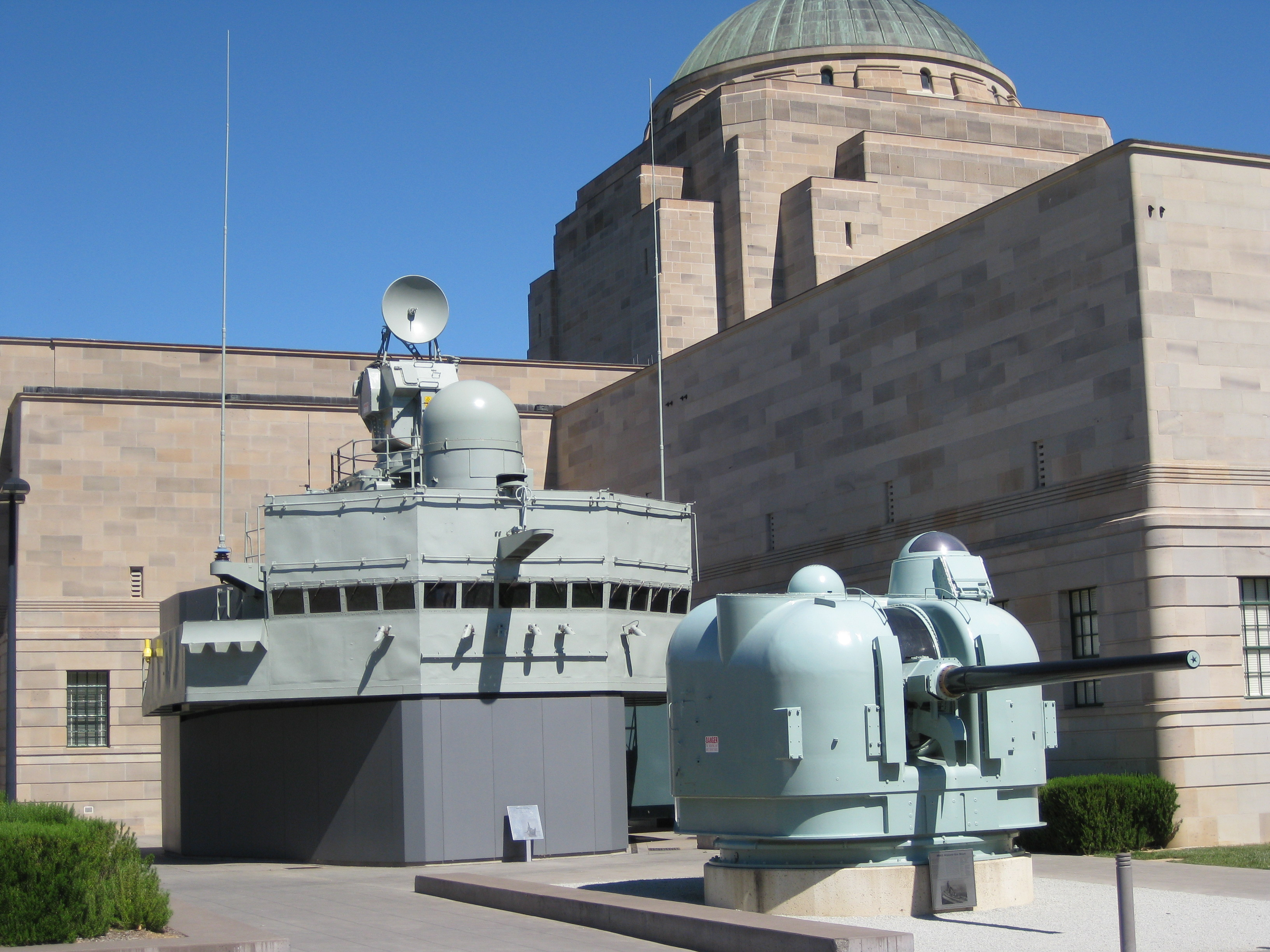
Le pont et la tourelle avant du Brisbane exposés au Mémorial australien de la guerre.

Les trois navires sont retiré du service entre 1999 et 2001. Après leur retrait, ils sont coulés pour servir d'épaves de plongée dans les eaux australiennes : le Perth au large d'Albany (Australie occidentale), le Hobart au large de Yankalilla (Australie du Sud), et le Brisbane au large de Mooloolaba (Queensland),. Avant le sabordage du Brisbane, le pont et la tourelle avant équipant le canon de 5 pouces lui sont retirés et exposés au Mémorial australien de la guerre depuis 2007 dans la galerie « Conflits de 1945 à aujourd'hui ».
Aucun remplacement direct ne suivra après leur retrait du service, le rôle de défense aérienne de zone étant assuré par les frégates lance-missiles de la classe Adelaide,. Quatre des six Adelaide sont modernisées pour combler les lacunes, tandis que les deux plus anciens de la classe sont retirés du service pour compenser le coût,. La défense antiaérienne de la flotte demeura à capacité réduite jusqu'à l'entrée en service des trois destroyers de la classe Hobart, dont le premier est mis en service le 23 septembre 2017.

## Navires de la classe
| Nom      | N° de fanion | Constructeur                                    | Pose de la quille | Lancement         | Achèvement       | Commission       | Désarmement     | Destin,                        |
| -------- | ------------ | ----------------------------------------------- | ----------------- | ----------------- | ---------------- | ---------------- | --------------- | ------------------------------ |
| Perth    | D 38         | Defoe Shipbuilding Company, Bay City (Michigan) | 21 septembre 1962 | 28 septembre 1963 | 22 mai 1965      | 17 juillet 1965  | 15 octobre 1999 | Sabordé au large d'Albany      |
| Hobart   | D 39         | Defoe Shipbuilding Company, Bay City (Michigan) | 26 octobre 1962   | 9 janvier 1964    | 18 décembre 1965 | 18 décembre 1965 | 12 mai 2000     | Sabordé au large de Yankalilla |
| Brisbane | D 41         | Defoe Shipbuilding Company, Bay City (Michigan) | 15 février 1965   | 5 mai 1966        | 24 janvier 1968  | 16 décembre 1967 | 19 octobre 2001 | Sabordé au large de Mooloolaba |

#### Ouvrages
- Jane's Fighting Ships 1968–69, London, Jane's Publishing Company, 1968 (OCLC 123786869)
- Peter Dennis, Grey, Jeffrey, Morris, Ewan et Prior, Robin, The Oxford Companion to Australian Military History, South Melbourne, VIC, 2nd, 2008 (ISBN 978-0-19-551784-2, OCLC 271822831)
- Tom Frame, No Pleasure Cruise: the story of the Royal Australian Navy, Crows Nest, NSW, Allen & Unwin, 2004 (ISBN 1-74114-233-4, OCLC 55980812)
- Ross Gillett, Australian and New Zealand Warships since 1946, Brookvale, NSW, Child & Associates, 1988 (ISBN 0-86777-219-0, OCLC 23470364)
- 100 Years of the Royal Australian Navy, Bondi Junction, NSW, Faircount Media Group, 2011 (OCLC 741711418, lire en ligne [archive du 26 octobre 2012]), « The Fleet »
- Jane's Fighting Ships 1998–99, Coulsdon, Surrey, 101st, 1998 (ISBN 0-7106-1795-X, OCLC 39372676)
- The Royal Australian Navy, vol. III, South Melbourne, VIC, Oxford University Press, coll. « The Australian Centenary History of Defence », 2001 (ISBN 0-19-555542-2, OCLC 50418095)
  - Alastair Cooper, The Royal Australian Navy, « The Era of Forward Defence »
  - Peter Jones, The Royal Australian Navy, « Towards Self Reliance"; "A Period of Change and Uncertainty »

#### Articles de journaux
- Andrew, « AWD, Hobart, MFU or DDGH – What's in a name? », Semaphore, Sea Power Centre-Australia, vol. 2010, no 7,‎ septembre 2010 (lire en ligne [archive du 12 mars 2011], consulté le 6 décembre 2011)

### Lectures complémentaires
- David Shackleton, The Impact of the Charles F. Adams Class Guided Missile Destroyers on the Royal Australian Navy, Canberra, Sea Power Centre - Australia, 2019 (ISBN 978-0-646-80600-6, lire en ligne)